# Guyana en los Juegos Centroamericanos y del Caribe
Guyana participa en los Juegos Centroamericanos y del Caribe desde la octava edición, realizada en Caracas en 1959.	
El país está representado ante los Juegos Suramericanos por el Comité Olímpico de Guyana y hasta la fecha no ha sido sede de los Juegos Centroamericanos y del Caribe.

## Delegación
Para los XXI Juegos Centroamericanos y del Caribe, Guyana contó con una delegación de 66 deportistas que participaron en 10 disciplinas deportivas.	

## Medallero histórico
| Año   | País                               | Sede                       | Posición | Oro | Plata | Bronce | Total |
| ----- | ---------------------------------- | -------------------------- | -------- | --- | ----- | ------ | ----- |
| 1926  | Bandera de México                  | Ciudad de México           | -        | -   | -     | -      | -     |
| 1930  | Bandera de Cuba                    | La Habana                  | -        | -   | -     | -      | -     |
| 1935  | Bandera de El Salvador             | San Salvador               | -        | -   | -     | -      | -     |
| 1938  | Bandera de Panamá                  | Ciudad de Panamá           | -        | -   | -     | -      | -     |
| 1946  | Bandera de Colombia                | Barranquilla               | -        | -   | -     | -      | -     |
| 1950  | Bandera de Guatemala               | Ciudad de Guatemala        | -        | -   | -     | -      | -     |
| 1954  | Bandera de México                  | Ciudad de México           | -        | -   | -     | -      | -     |
| 1959  | Bandera de Venezuela               | Caracas                    | 7/12     | 2   | 1     | 1      | 3     |
| 1962  | Bandera de Jamaica                 | Kingston                   | 12/15    | 1   | 3     | 2      | 6     |
| 1966  | Bandera de Puerto Rico             | San Juan                   | 15/18    | 0   | 1     | 1      | 2     |
| 1970  | Bandera de Panamá                  | Ciudad de Panamá           | 10/21    | 0   | 2     | 4      | 6     |
| 1974  | Bandera de la República Dominicana | Santo Domingo              | 17/23    | 0   | 0     | 1      | 1     |
| 1978  | Bandera de Colombia                | Medellín                   | -        | -   | -     | -      | -     |
| 1982  | Bandera de Cuba                    | La Habana                  | 12/22    | 1   | 0     | 1      | 2     |
| 1986  | Bandera de la República Dominicana | Santiago de los Caballeros | 14/26    | 1   | 1     | 1      | 3     |
| 1990  | Bandera de México                  | Ciudad de México           | 19/29    | 0   | 1     | 2      | 3     |
| 1993  | Bandera de Puerto Rico             | Ponce                      | 21/31    | 0   | 1     | 7      | 8     |
| 1998  | Bandera de Venezuela               | Maracaibo                  | 21/32    | 0   | 0     | 1      | 1     |
| 2002  | Bandera de El Salvador             | San Salvador               | 21/31    | 0   | 1     | 7      | 8     |
| 2006  | Bandera de Colombia                | Cartagena de Indias        | 17/32    | 1   | 1     | 0      | 2     |
| 2010  | Bandera de Puerto Rico             | Mayagüez                   | 16/31    | 1   | 3     | 6      | 10    |
| 2014  | Bandera de México                  | Veracruz                   | 26/31    | 0   | 0     | 2      | 2     |
| Total | Total                              |                            |          | 7   | 15    | 36     | 58    |

## Desempeño
Guyana ocupó el décima sexta lugar en la última edición de los Juegos Mayagüez 2010.

### XXI Juegos Centroamericanos y del Caribe Mayagüez 2010
Fuente:	
Organización de los XXI Juegos Centroamericanos y del Caribe Mayagüez 2010. 	
| Clasificación del País | Clasificación del Total | Deportista          | País   | Disciplina |   |   |   | Total |
| 1                      | 336                     | Nicolette Fernandes | Guyana | Squash     | 0 | 1 | 2 | 3     |
| 2                      | 350                     | Keisha Jeffrey      | Guyana | Squash     | 0 | 1 | 1 | 2     |